# Armaniidae
Armaniidae es una familia extinta de  himenópteros parecidos a las hormigas, conocidos de una serie de fósiles cretácicos  encontrados en Asia y África.  Algunos autores piensan que pertenecen a la familia Formicidae y que deberían ser una subfamilia, Armaniinae; la mayoría de los taxónomos no aceptaban esta posición, pero los estudios más recientes la aceptan cada vez más. La familia cuenta con siete géneros descritos y trece especies.

## Historia y clasificación
A veces se trata a Armaniidae como a la subfamilia más basal de Formicidae, relacionada en forma distante al grupo Sphecomyrminae. Más a menudo se le da el rango de familia y es considerada como un taxón hermano de Formicidae.  Engel y Grimaldi opinan que el grupo es posiblemente parafilético.  Esto contrasta con la hipótesis original del paleontólogo ruso Gennady Dlussky, quién describió el grupo en 1983 como una familia intermedia entre Scoliidae y algunos formícidos. En contraste a ambos tratamientos, el entomólogo E. O. Wilson sugirió en 1987 que los armanidos conocidos y Sphecomyrma representaban una sola especie. Su hipótesis era que los fósiles eran diferentes castas.  Esta vista fue descartada cuando se encontraron y describieron nuevos fósiles.

## Géneros y especies
- Armaniinae Dlussky, 1983
  - Archaeopone Dlussky, 1975
    - Archaeopone kzylzharica Dlussky, 1975
    - Archaeopone taylori Dlussky, 1983

  - Armania Dlussky, 1983  (jr synonym = "Armaniella" Dlussky, 1983)
    - Armania capitata Dlussky, 1983
    - Armania curiosa (Dlussky, 1983)
    - Armania pristina Dlussky, 1983
    - Armania robusta Dlussky, 1983

  - Dolichomyrma Dlussky, 1975
    - Dolichomyrma latipes Dlussky, 1975
    - Dolichomyrma longiceps Dlussky, 1975

  - Khetania Dlussky, 1999
    - Khetania mandibulata Dlussky, 1999

  - Orapia Dlussky, Hermanos & Rasnitsyn, 2004
    - Orapia Menor Dlussky, Hermanos & Rasnitsyn, 2004
    - Orapia rayneri Dlussky, Hermanos & Rasnitsyn, 2004

  - Poneropterus Dlussky, 1983
    - Poneropterus sphecoides Dlussky, 1983

  - Pseudarmania Dlussky, 1983
    - Pseudarmania aberrans Dlussky, 1983
    - Pseudarmania rasnitsyni Dlussky, 1983